# Klubbflen
Klubbflen (Phalaris paradoxa) är en gräsart som beskrevs av Carl von Linné. Klubbflen ingår i släktet flenar, och familjen gräs. Inga underarter finns listade i Catalogue of Life.

## Bildgalleri

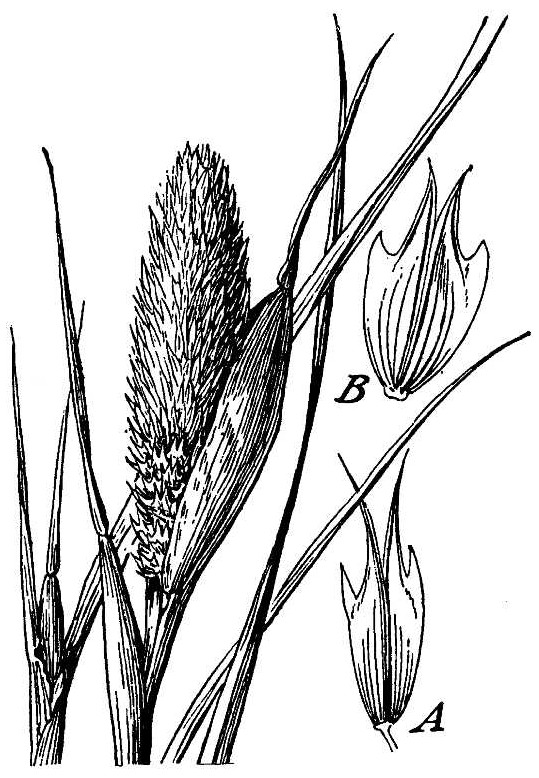
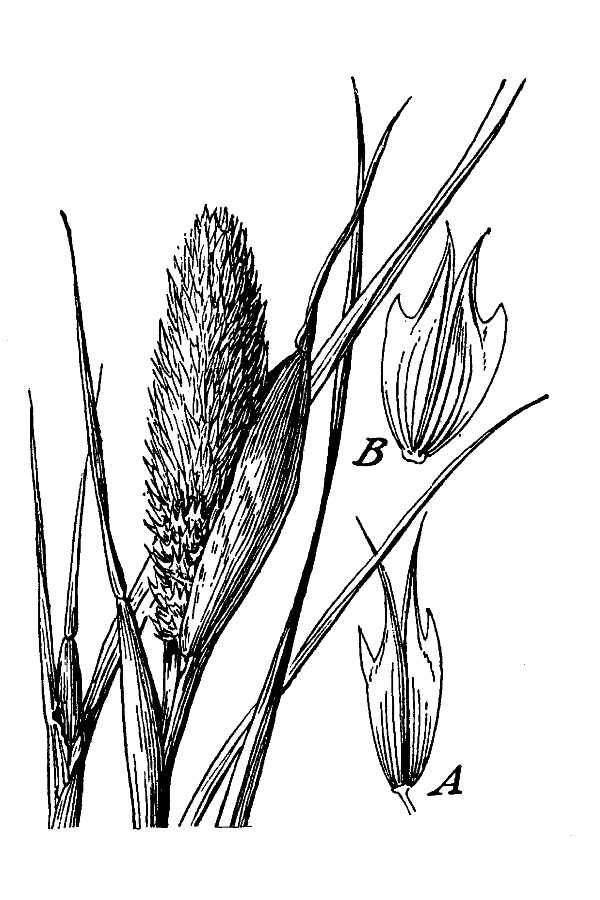